# Heather Miller/Edith Rose Sawyer
Heather Miller/Edith Rose Sawyer è un personaggio della saga Non aprite quella porta, cugina di Faccia di Cuoio. Il primo incontro con suo cugino è stato in cucina quando lo sorprese a tagliare un dito di una mano.

## Biografia
Heather Miller, vero nome Edith Rose Sawyer, è stata adottata. Un giorno, tornando dal lavoro, riceve una lettera che diceva che sua nonna materna biologica era morta e per eredità le aveva lasciato una casa e lei senza pensarci due volte partì con il suo fidanzato e la sua migliore amica Nikki. All'inizio Heather era ignara della presenza del vendicativo Jedidiah Sawyer, chiamato Jed o Faccia di cuoio (dal fratello defunto Nubbins). Alla fine Heather viene rapita da Jed ma quando stava per ucciderla si accorse di una voglia che Heather aveva vicino al seno allora la liberò dalle corde che la legavano. Jed successivamente viene picchiato a morte dal sindaco Burt Hartman e il suo amico. Heather lo aiuta lanciandogli la sua motosega così da poter uccidere un sindaco cinico, sanguinario e senza scrupoli. Alla fine Heather lesse la lettera che la nonna gli aveva lasciato.

## Contenuto della lettera
La lettera che Verna Carson (Marilyn Burns) aveva lasciato a Heather diceva che lei era l'ultimo membro della famiglia Sawyer e che Jed era l'unico parente che gli era rimasto e che l'avrebbe protetta ma lei in cambio doveva prendersi cura di lui.